# Vičanci
Vičanci so naselje v Občini Ormož.